# アルフレッド・ボワソー
アルフレッド・ボワソー（Alfred Boisseau、1823年2月 - 1901年10月7日）は、フランス生まれの画家である。アメリカ合衆国やカナダで活動し、アメリカ先住民を題材にした作品などを描いた。

## 略歴
パリで生まれた。外交官になってアメリカで働くことになる兄がいた。アカデミック美術の画家、ポール・ドラローシュに学んだ。20代の初めにアメリカに渡り、1845年から1847年の間、兄が働いていたフランス領事館のあるニューオリンズで暮らし、ルイジアナ州やミシシッピ州を旅し、そこに住むアメリカ先住民チョクトーを描いた。パリに戻り1848年のサロンに先住民を描いた作品を出展した。この作品は現在ニューオリンズ美術館に収蔵されている。
そのすぐ後に、アメリカに再び移り、ニューヨークに住み、1849年から1852年の間は美術教師として働いた。1852年からはクリーブランドで写真家や肖像画家、美術教師、画商としても働いた。
1860年にカナダに移住し、モントリオールにいくつかの写真スタジオを開いた。モントリオールの革新派の民間研究機関、「Institut canadien de Montréal」の事務局長や文献学芸員として働きながら、絵画を描いた。1885年にカナダ王立美術アカデミー(the Royal Canadian Academy of Arts )の準会員に選ばれた。
晩年はカナダ西部に移り、マニトバ州ブランドンにスタジオを開き、先住民を題材の作品も描いた。
米国に戻り、1901年にニューヨーク州バッファローで亡くなった。

## 作品

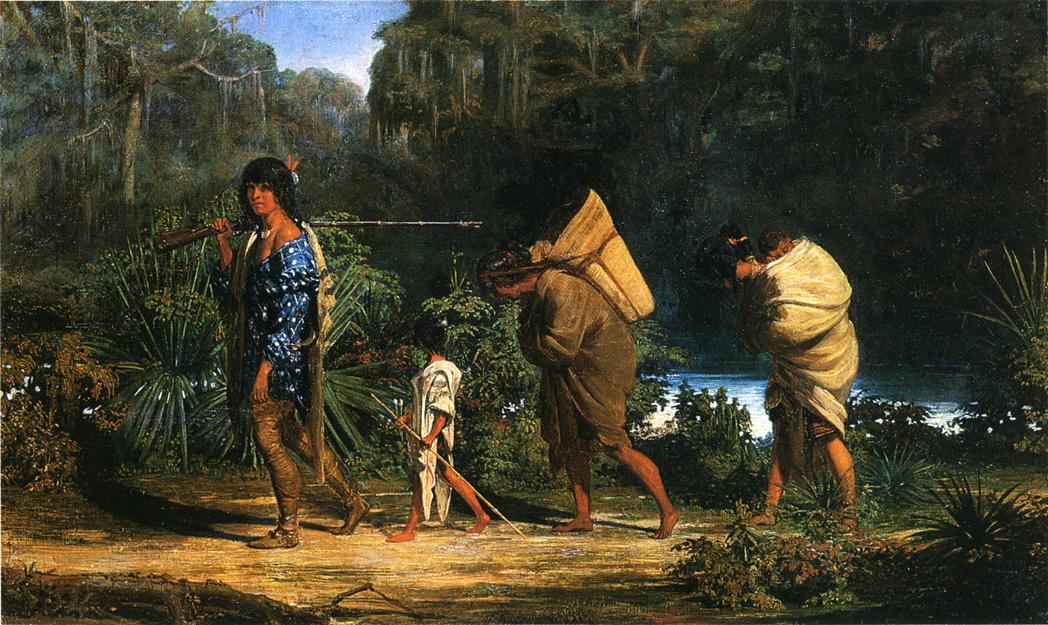
"Louisiana Indians Walking Along a Bayou" (1847) ニューオリンズ美術館
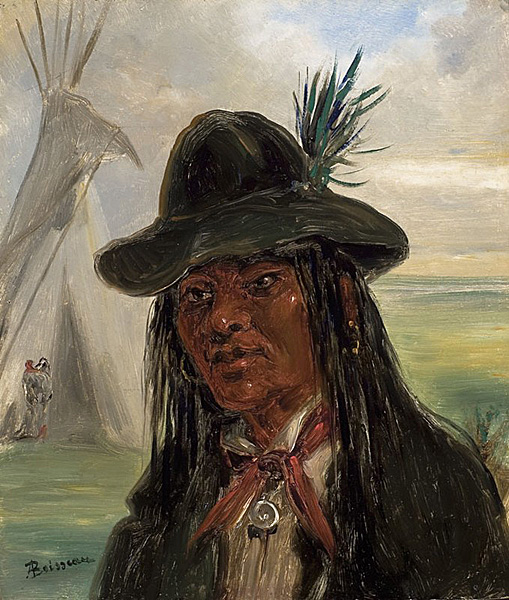
"Portrait of a Choctaw man wearing a hat,"
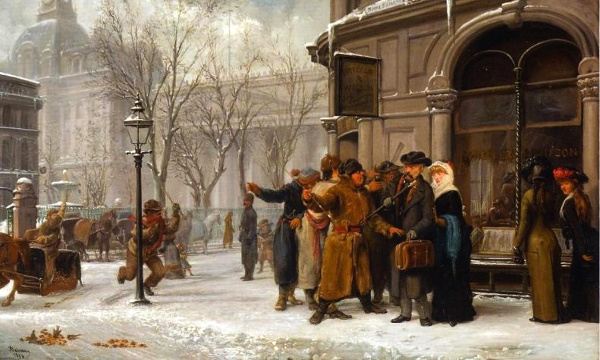
モントリオールの街角(1890)
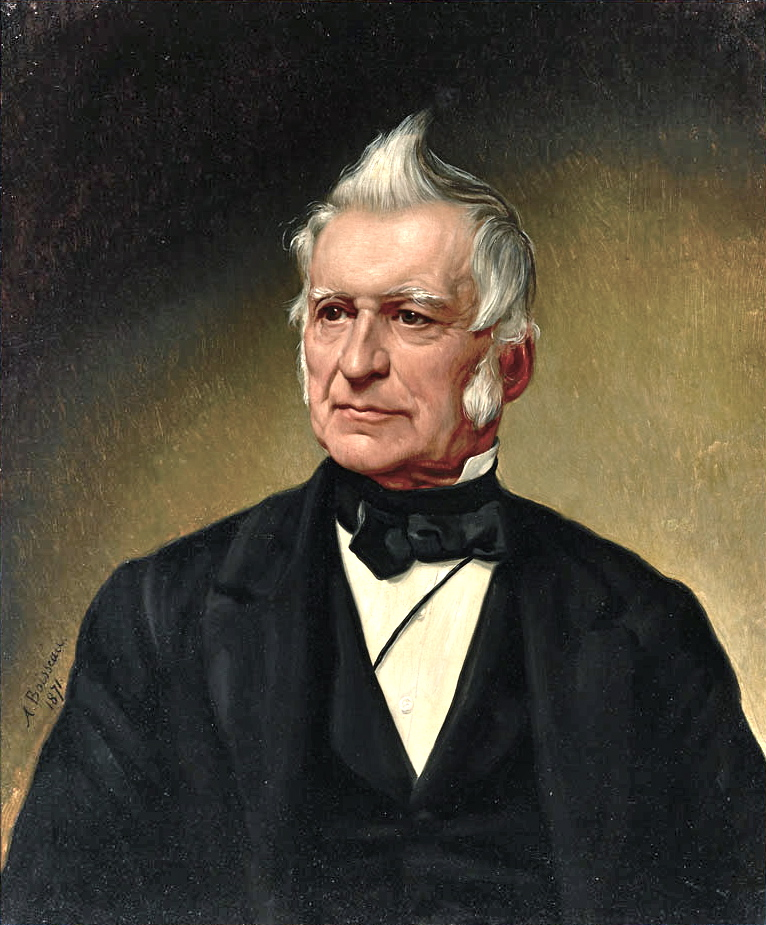
Louis-Joseph Papineau（政治家）(1871) カナダ国立図書館・文書館